# Liechtensteins bidrag i Eurovision Song Contest
Liechtenstein är ett av de länder som försökt delta i Eurovision Song Contest, trots att det inte har rätt till det. För att få delta i tävlingen krävs ett nationellt TV-bolag som är medlemmar i Europeiska radio- och TV-unionen och detta har inte landet haft förrän på senare år.

## Historik
Inför tävlingen 1969 lät ett franskt skivbolag släppa en skiva med en melodi, Un beau matin med sångerskan Vetty, som sades vara Liechtensteins bidrag det året. Detta var dock menat som ett skämt och melodin var aldrig avsedd för tävlan. Melodins text var helt på franska och tävlingens dåvarande språkregler hade ändå inte tillåtit den att tävla för Liechtenstein.
Landet försökte komma med i tävlingen 1976, då Biggi Bachmann var tänkt att representera landet i Haag. Dock kom regeln med EBU-medlemskapet emellan, varpå Schweiz erbjöd sig tävla under gemensam flagg som Liechtenstein. Detta ställde sig dock arrangörerna i Nederländerna emot. 
2008 fick Liechtenstein sitt första nationella TV-bolag, 1FLTV, vilka under 2009 talade om att gå med i EBU och därmed kunna skicka ett bidrag till Eurovision Song Contest 2010 i Oslo, men på hösten 2009 stod det klart att TV-bolaget då inte skulle gå med i TV-unionen av finansiella orsaker. Liechtenstein lämnade in sin medlemsansökan till EBU under sommaren 2010, vilket skulle kunna möjliggöra en tävlan i ett framtida Eurovision Song Contest. 1FLTV har dock sedan dess misslyckats med att bli fullvärdig medlem i EBU och processen går långsamt. 
| År   | Artist         | Bidrag           | Final       | Poäng       | Semi             | Poäng            |
| ---- | -------------- | ---------------- | ----------- | ----------- | ---------------- | ---------------- |
| 1976 | Biggi Bachmann | My Little Cowboy | Drog sig ur | Drog sig ur | Inga semifinaler | Inga semifinaler |